# Rožaje

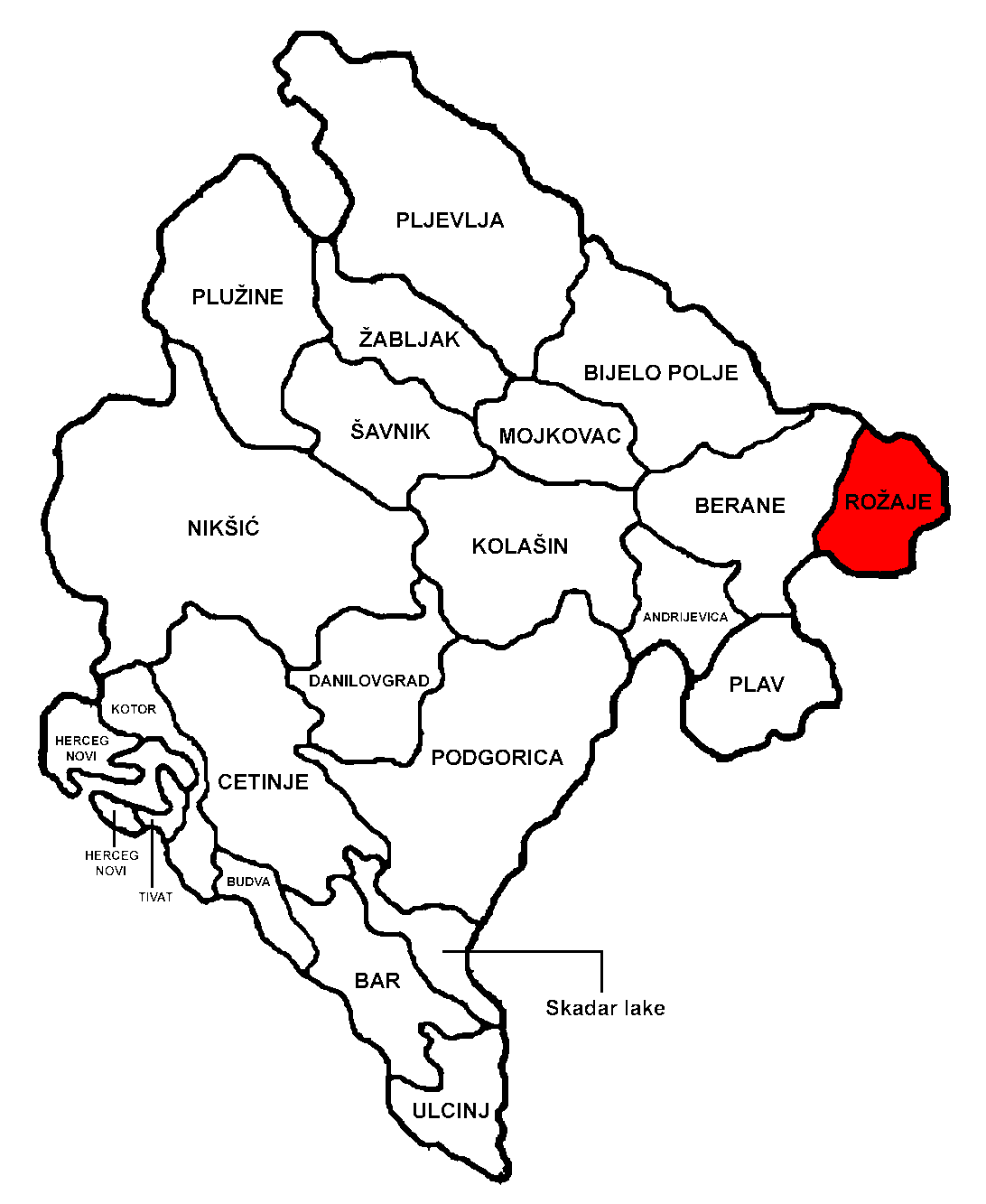
Rožajes läge i Montenegro.

Rožaje är en ort i kommunen Rožaje i nordöstra Montenegro, och är belägen i regionen Sandžak. Folkmängden i centralorten uppgick till 9 567 invånare vid folkräkningen 2011. Hela kommunen hade 23 312 invånare 2011, på en yta av 432 kvadratkilometer.